# Chuchumbé

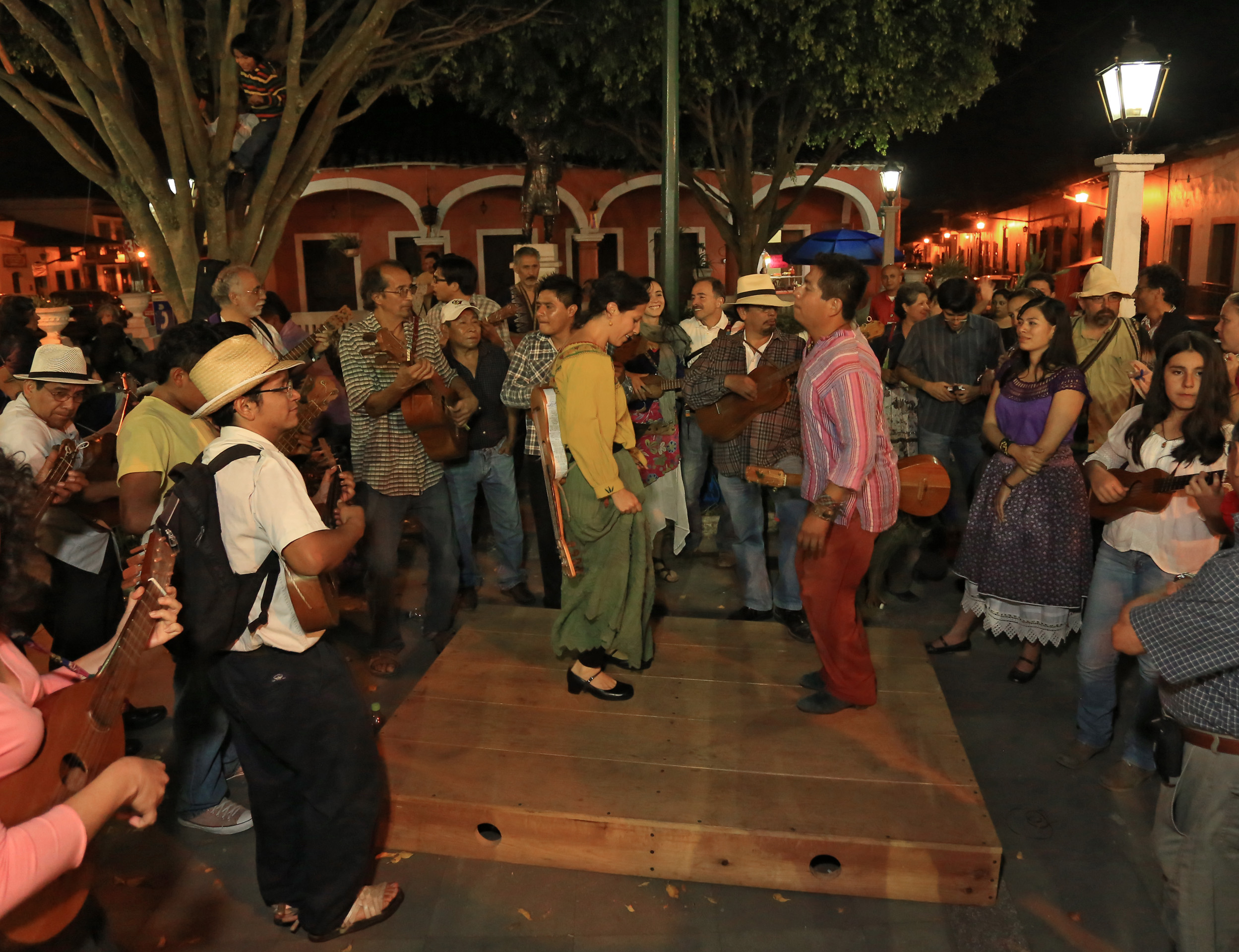
Fandango jarocho donde se baila el Chuchumbé, entre otros sones Jarocho en el estado de Veracruz, México.

El Chuchumbé, también denominado “son del Chuchumbé”, es una pieza musical mitad nueva y mitad tradicional, perteneciente al Son Jarocho, popularizada en México a mediados del siglo XVIII y que sigue siendo interpretada en su versión moderna en conciertos y en los fandangos, en diversas zonas del estado de Veracruz. Esta pieza se destaca por su letra que denota un carácter sexual, así como de crítica y sátira social.

## Características
Este son tenía como objetivo aparente la diversión desinhibida de quienes lo interpretaban, por sus letras que hacían referencias sexuales. También señalaba en su contenido, a manera de crítica, la clara contradicción que existía entre la castidad predicada por los religiosos y las prácticas sexuales que llevaban a cabo los mismos. El Chuchumbé tiene sus raíces en la cultura musical africana, y el desarrollo de los versos y el baile fue generado en su mayor parte por la población afrodescendiente en Cuba y México, por lo que fue considerado despectivamente "danza de negros".

### Etimología
El origen de la palabra chuchumbé (que puede interpretarse como el pene o el acto sexual) tiene relación con el cumbé, que se refiere a las danzas donde los participantes se juntaban “ombligo con ombligo”, y que invitaban a disfrutar el baile de manera sexual.

## Historia
La primera mención registrada de los versos del Chuchumbé se dio el 20 de agosto de 1766 en Veracruz, en tono de denuncia por Fray Nicolás Montero, de la Orden de la Merced. Fray Montero denunciaba ante la Inquisición de México este son y baile que se popularizó rápida y generalmente en la ciudad de Veracruz, que él describía como “un canto que se ha extendido por esquinas y calles de esta ciudad, que llaman el Chuchumbé […] sumamente deshonesto…”.
El mismo Fray Nicolás Montero mandó al Santo Oficio de Veracruz una descripción de las características del canto y baile:

Se canta mientras los otros bailan, o ya sea entre hombres y mujeres, o sea bailando cuatro mujeres con cuatro hombres, y que el baile es con ademanes, meneos, zarandeos, contrarios todos a la honestidad y mal ejemplo de los que lo ven como asistentes, por mezclarse en él manoseos, de tramo en tramo abrazos, y dar barriga con barriga. […] Esto se baila en casas ordinarias de mulatos y gente de color quebrado, no en gente seria ni entre hombres circunspectos, y sí soldados, marineros y broza…”.
Fray Nicolás Montero

Los versos y el baile que se mostraba en el Chuchumbé escandalizaron a las autoridades eclesiásticas, y tras el exameón de la denuncia del Fray Nicolás Montero, la Inquisición de México prohibió con la mayor urgencia el 27 de octubre del mismo año de la denuncia. Esta prohibición duró cerca de 40 años, siendo renovada cuando menos desde 1766 a 1802.
El son del Chuchumbé siguió siendo interpretado y enseñado a través de la herencia cultural a pesar de su prohibición, y sigue siendo interpretado en sus muy variadas versiones actuales. Pasó a ser un gran ejemplo entre otros sones de la tradición musical jarocha que mostraban desacuerdo y crítica hacia los valores sociales establecidos y las discrepancias de las acciones de la Iglesia y sus representantes con los valores que predicaban.
Por su carácter transgresor el chuchumbé fue utilizado a inicios del siglo XIX por el movimiento independentista encabezado por el cura Hidalgo.
El Chuchumbé es interpretado recurrentemente en conciertos y fandangos en Veracruz y otras partes de México y en otras partes del mundo, donde hay migrantes de origen jarocho. Algunos grupos reconocidos que tienen interpretaciones del Chuchumbé y otros sones son: Mono Blanco, Recoveco, Sonex, Siquisirí, Soneros de Tesechoacan, Grupo Estanzuela, Son de Madera.

## Características

### Letra y estructura
El único documento que recopiló los versos del Chuchumbé en la época colonial fue el realizado por Fray Nicolás Montero para presentar su denuncia ante la Inquisición de México. La versión del son que recopiló consta de 20 cuartetas, 4 tercetas y 14 construcciones versales pareadas o dísticos.
La terceta que muestra claramente el tono del son es la siguiente:
"Que te pongas bien 
Que te pongas mal
El chuchumbé te ha de soplar” 
Un ejemplo de los versos que critican la doble moral de los representantes de la Iglesia es:
“En la esquina está parado
Un fraile de la Merced
Con los hábitos alzados
Enseñando el chuchumbé”
Otro ejemplo muestra el carácter “inmoral” de la temática del son:
“El demonio de la china
Del barrio de la Merced
Y como se sarandiava
Metiéndole el chuchumbé”
Así, el Chuchumbé se destacó por ser un canto y baile para divertirse y gozar con tonos sexuales, retando las ideas morales que predominaban en el siglo XVIII.

### Música y ritmo
Los versos son propiamente lo único que se conoce del Son del Chuchumbé y no existe registro de cómo sonaba; en ese sentido lo que escuchamos es un son nuevo. La música actual y algunos versos fueron compuestos por Gilberto Gutiérrez Silva del grupo Mono Blanco. La música tiene un ritmo de 6/8 y está emparentada con la bamba.

### Baile
Este es un son de pareja. Los pasos para bailarlo son muy similares a la bamba, con la diferencia de que el estribillo es completamente distinto, y tiene una parada inesperada, un remate para quienes zapatean que permite infinidad de variantes. 

## En el cine
En la película de 2010 Hidalgo: La historia jamás contada, el padre de la Patria Miguel Hidalgo y Costilla con su grupo privado de amigos y familiares realiza una fiesta en su casa parroquial de San Felipe Torres Mochas, Guanajuato (conocida también como "La Francia chiquita"), en donde es bailado este tema acentuando con ello el carácter rebelde en su etapa de juventud tardía del prócer muchos años antes de iniciar el movimiento de independencia.